# Arrondissement Colmar-Ribeauvillé
Arrondissement Colmar-Ribeauvillé (fr. Arrondissement d'Altkirch) je správní územní jednotka ležící v departementu Haut-Rhin v regionu Grand Est ve Francii. Člení se dále na 5 kantonů a 94 obcí. Vznikl v roce 2015 sloučením arrondissementů Colmar a Ribeauvillé.

## Kantony
- Colmar-1
- Colmar-2
- Ensisheim (část)
- Sainte-Marie-aux-Mines
- Wintzenheim (část)